# Lasker Rink

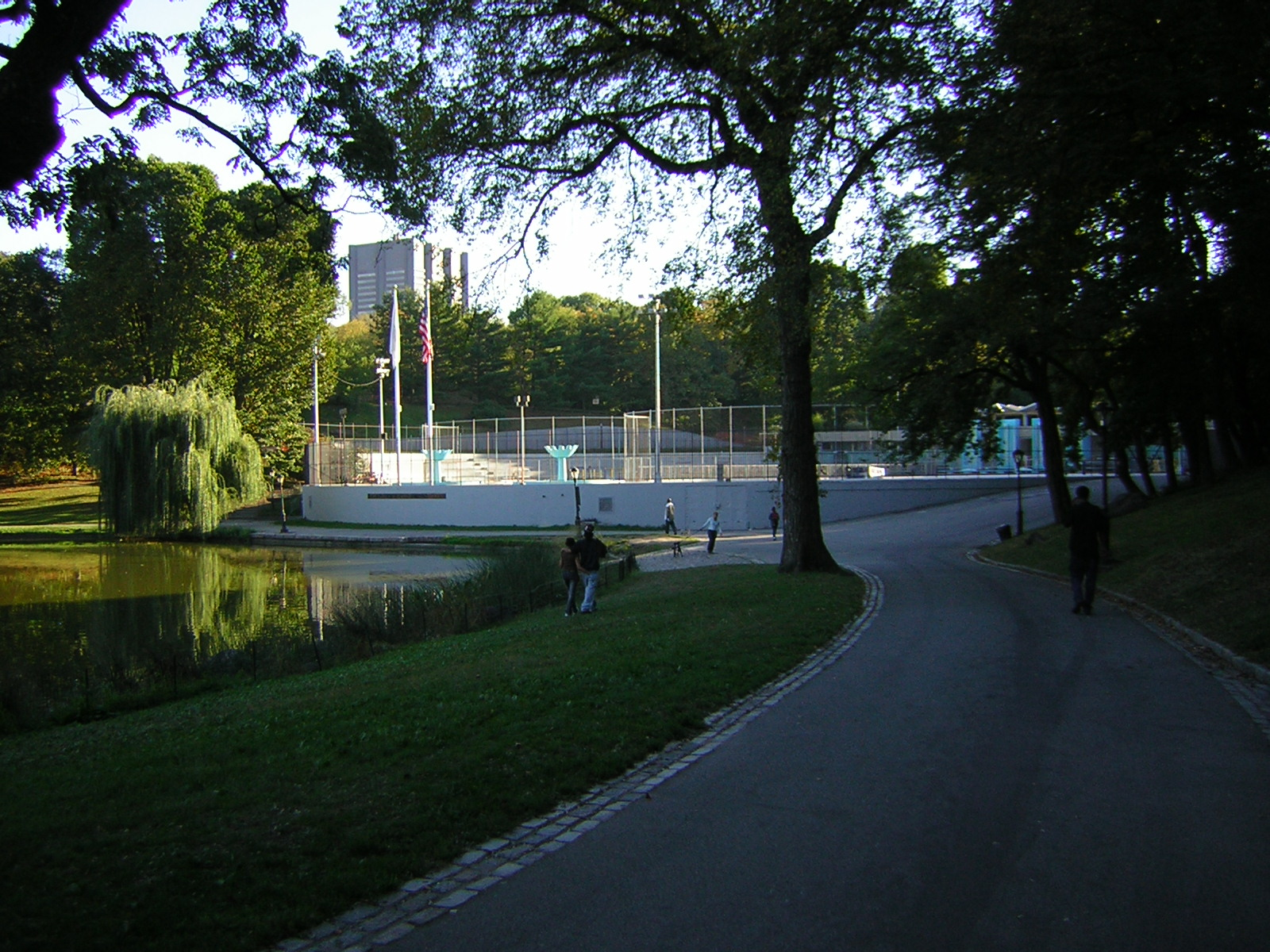
A nyaranta úszómedenceként működő létesítmény a Harlem tó felől 2007 nyarán

A Lasker Rink a New York-i Central Park egyik szezonális korcsolyapályája és uszodája.
A park északi részén, a 106. és 108. utca magasságában álló Lasker Rink megépítésére született terveket 1962-ben jelentették be, a korcsolya/hocky pálya 1966 december 22-én nyílt meg. A jégpálya/medence kialakítását a német bevándorló Lasker-család 600 000 $-os adománya tette lehetővé, nevét is innen kapta. 
A New York-iak körében a pályát kevésbé zsúfoltnak, olcsóbbnak és kevésbé jól karbantartottnak tekintik, mint a Central Park másik korcsolyapályáját, a déli részen működő és a turisták által jobban ismert Wollman Rinket. 
1987-től a Trump Organization által elnyert koncesszió mentén működtették 2021-ig. Elgondolások szerint 2020 és 2023 között a létesítmény felújítás miatt bezár.

## Hasonló kialakítások
Sokáig az újtípusú Lasker Rink volt az Egyesült Államokban az egyedüli jégpálya/úszómedence kettős funkciójú létesítmény. 2013-ban a brooklyni Williamsburgban építettek hasonló létesítményt.